# Човек от стомана
„Човек от стомана“ (на английски: Man of Steel) е американски филм, базиран на супергероя на Супермен, чиято премиера, включително и в IMAX салоните, е на 14 юни 2013 г.
Той е първият от Разширената вселена на Ди Си. На 25 март 2016 г. излиза първото продължение, озаглавено „Батман срещу Супермен: Зората на справедливостта“.

## Резюме
Кал-Ел е извънземен, който е изпратен на Земята, когато планетата му Криптон е унищожена. Той е осиновен от фермери и взима името Кларк Кент, и започва да живее като обикновен човек. Но когато оцелели от неговата планета идват, за да завладеят Земята, той ще трябва да се разкрие пред света и да се превърне в Супермен.

## Актьорски състав
| Актьор           | Роля                           |
| ---------------- | ------------------------------ |
| Хенри Кавил      | Кал-Ел / Кларк Кент / Супермен |
| Ейми Адамс       | Лоис „Ло“ Лейн                 |
| Майкъл Шанън     | Генерал Дру-Зод                |
| Кевин Костнър    | Джонатан „Па“ Кент             |
| Даян Лейн        | Марта „Ма“ Кент                |
| Лорънс Фишбърн   | Пери Уайт                      |
| Антие Трауе      | Лейтенант Фаора Ху-Ул          |
| Кристофър Мелони | Полковник Нейтън Харди         |
| Айелет Зурер     | Лейди Лара Лор-Ван             |
| Ръсел Кроу       | Джор-Ел                        |
| Хари Леникс      | Генерал Калвин Суонуик         |
| Кристина Рен     | Капитан Кери Ферис             |
| Ричард Скиф      | Д-р Емил Хамилтън              |
| Карла Гуджино    | Келор (глас)                   |